# Katja Margarethe Mieth
Katja Margarethe Mieth (* 13. Februar 1968 in Dresden) ist eine deutsche Kunsthistorikerin.
Mieth studierte in Jena und Berlin die Fächer Kunstgeschichte und Archäologie. Zunächst arbeitete sie vier Jahre als Museumspädagogin in verschiedenen Berliner und Dresdner Sammlungen und Museen, beispielsweise der Sächsischen Schlösserverwaltung.
Von 1998 bis 2005 leitete sie das Robert-Sterl-Haus in Naundorf. Seit 2005 ist Mieth Direktorin der Sächsischen Landesstelle für Museumswesen mit Dienstsitz in Chemnitz. Sie ist Sprecherin der Konferenz der Museumsberatungsstellen in den Ländern (Stand: 2023).
Mieth ist Autorin und Herausgeberin zahlreicher Bände zur sächsischen Museumslandschaft und zu Teilaspekten der Geschichte Sachsens.

## Schriften
- mit Albrecht Sturm (Hrsg.): Das mitteldeutsche Bauernhaus. Herkunft und landschaftliche Ausprägung: Dokumentation der Fachtagung des Kuratoriums Altstadt Pirna e.V. und des Arbeitskreises für Hausforschung e.V. in Kooperation mit der Sächsischen Landesstelle für Museumswesen an den Staatlichen Kunstsammlungen Dresden am 29. und 30. Mai 2015 in Pirna. Verlag der Kunst, Husum 2015, ISBN 978-3-86530-245-8
- mit Marina Palm (Hrsg.): Möwe, Hirsch und Sandmännchen. Facetten der Textilproduktion in und um Hohenstein-Ernstthal. Verlag der Kunst Dresden 2017, ISBN 978-3-86530-226-7
- mit Andrea Geldmacher, Elvira Werner (Hrsg.): Barbara Uthmann 1514–1575: Eine erzgebirgische Unternehmerin im mitteleuropäischen Kontext. Verlag der Kunst, Dresden 2017, ISBN 978-3-86530-228-1
- mit Andrea Riedel: Gottfried Kohl (1921–2012): der Bildhauer und sein Werk. Sandstein, Dresden 2022, ISBN 978-3-95498-668-2